# Good Company
«Good Company» es una canción extraída del álbum A Night at the Opera realizado en 1975 por la banda de rock inglesa Queen.
La canción fue escrita por Brian May quien también cantaba esta canción, y tocaba su Red Special con el amplificador que hizo John Deacon, lamado Deacy Amp (es un amplificador creado en 1972 por el bajista de la banda británica de rock Queen, John Deacon, quien es ingeniero eléctrico usando una placa de circuitos del amplificador de una radio portátil de nombre Supersonic PR80 que encontró en un contenedor de basura. Fue instalado en una pantalla y alimentado por una batería de 9 voltios. El amplificador no tenía controles de volumen o tono durante la mayor parte de su historia y nunca se rompió o se reparó. Se usó junto con la guitarra Red Special creada por Brian May para producir sonidos parecidos a varios instrumentos de orquesta, como violín, violonchelo, trombón, clarinete o incluso voces, a partir de las canciones «Procession» y «The Fairy Feller's Master-Stroke» del álbum Queen II de 1974). Con el cual distorsionaba los sonidos haciendo un sonido parecido a un banjo y un ukelele.
La canción narra la historia de un joven al que su padre le daba consejos para saber elegir las compañías. En relación con eso se titula la canción «Good Company» («Buena compañia»), luego como va pasando el tiempo, se casa y va perdiendo interés en sus amigos y estos van desapareciendo, y así va envejeciendo.
Al final habla un hombre de edad avanzada quien narra la historia y experiencias de su vida porque ya no tiene a quién más contárselas.
La canción es conocida y nombrada por los expertos como la primera canción en la que un guitarrista logra reproducir todos los instrumentos que conforman la canción sólo con guitarra, con excepción de la batería.